# Kim Joo-no
 (octobre 2008).
Si vous disposez d'ouvrages ou d'articles de référence ou si vous connaissez des sites web de qualité traitant du thème abordé ici, merci de compléter l'article en donnant les références utiles à sa vérifiabilité et en les liant à la section « Notes et références ».
Kim Joo-no est un journaliste et auteur sud-coréen né en 1967. Il a notamment publié Shinhwarul Manada aux Editions "Moohagwa Euishik" en 2004. En 2011, il a traduit en coréen Informer n'est pas communiquer de Dominique Wolton et, en 2012, il a publié aux éditions du Cavalier bleu De Séoul à Pyongyang, idées reçues sur les deux Corées, coécrit avec Pascal Dayez-Burgeon.